# 长虹桥 (北京)
39°55′57″N 116°27′20″E / 39.932367°N 116.455506°E

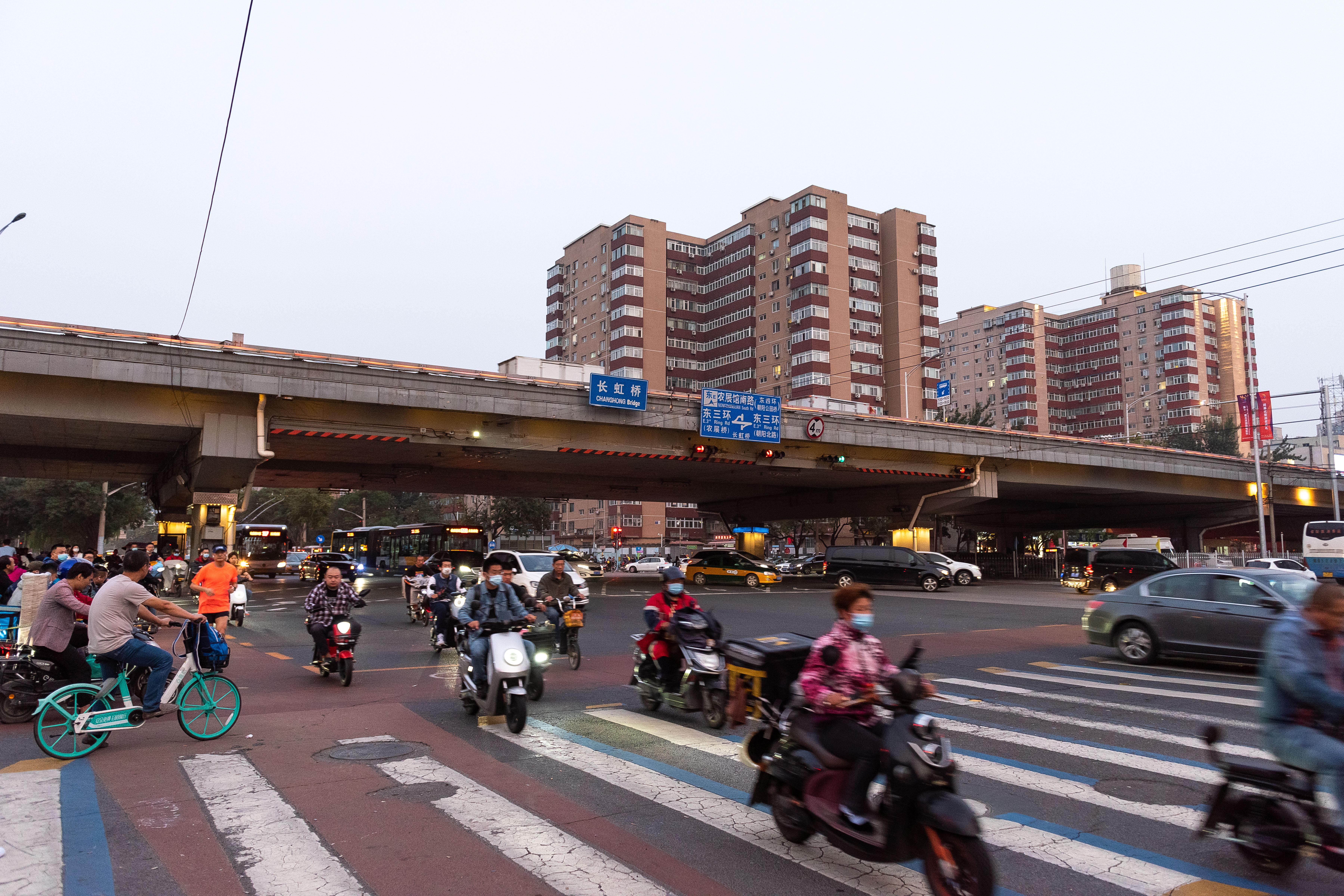
长虹桥西侧（2021年9月摄）

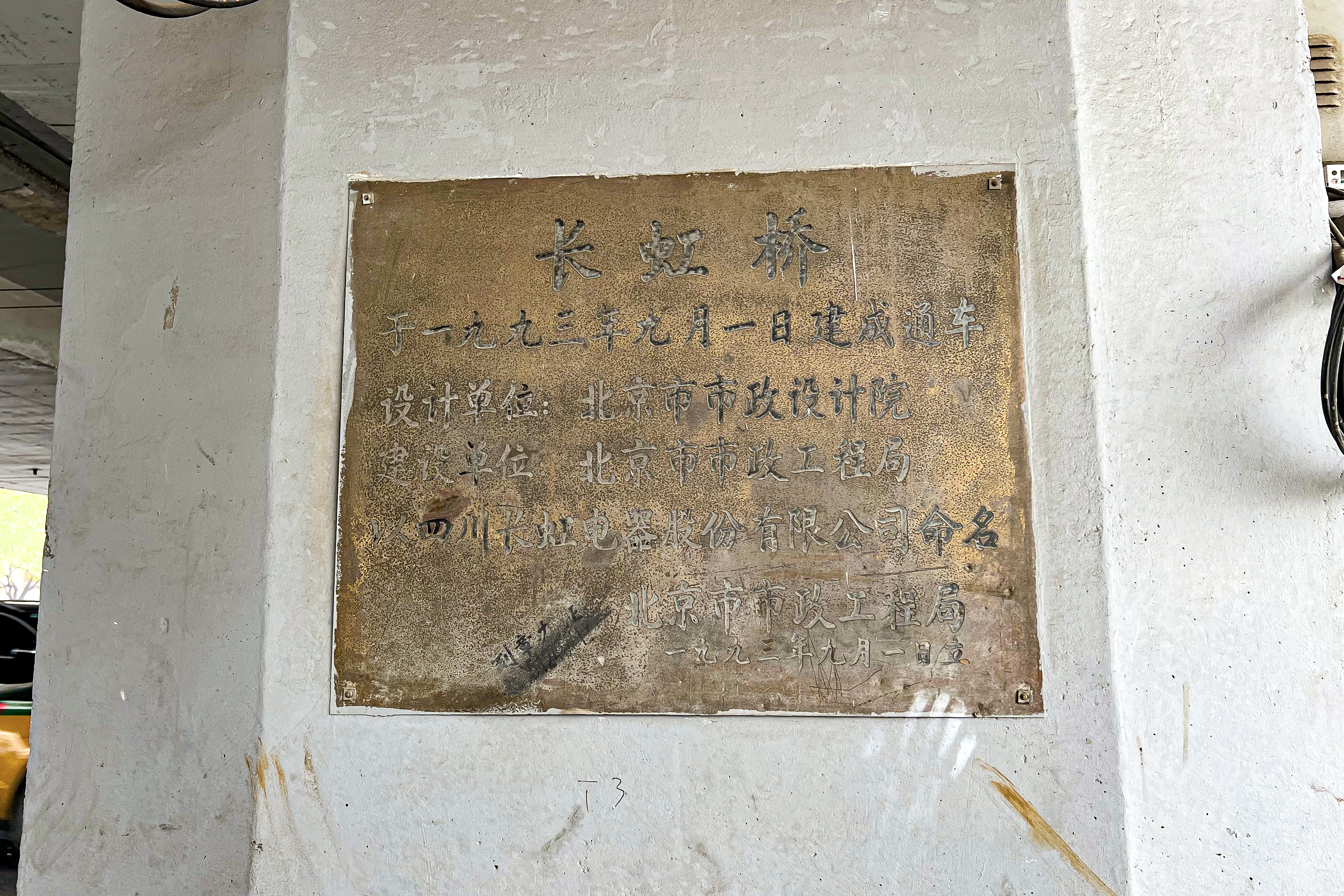
长虹桥西北桥墩上的牌匾

长虹桥位于北京市朝阳区，是东三环北路（南北向）和工人体育场北路－农展馆南路（平安大街，东西向）交汇处的一座立交桥。该桥由长虹电器赞助冠名。该桥是一座分离式立交桥，长265米，总面积7420平方米。于1993年建成。